# Parque nacional de Bannerghatta

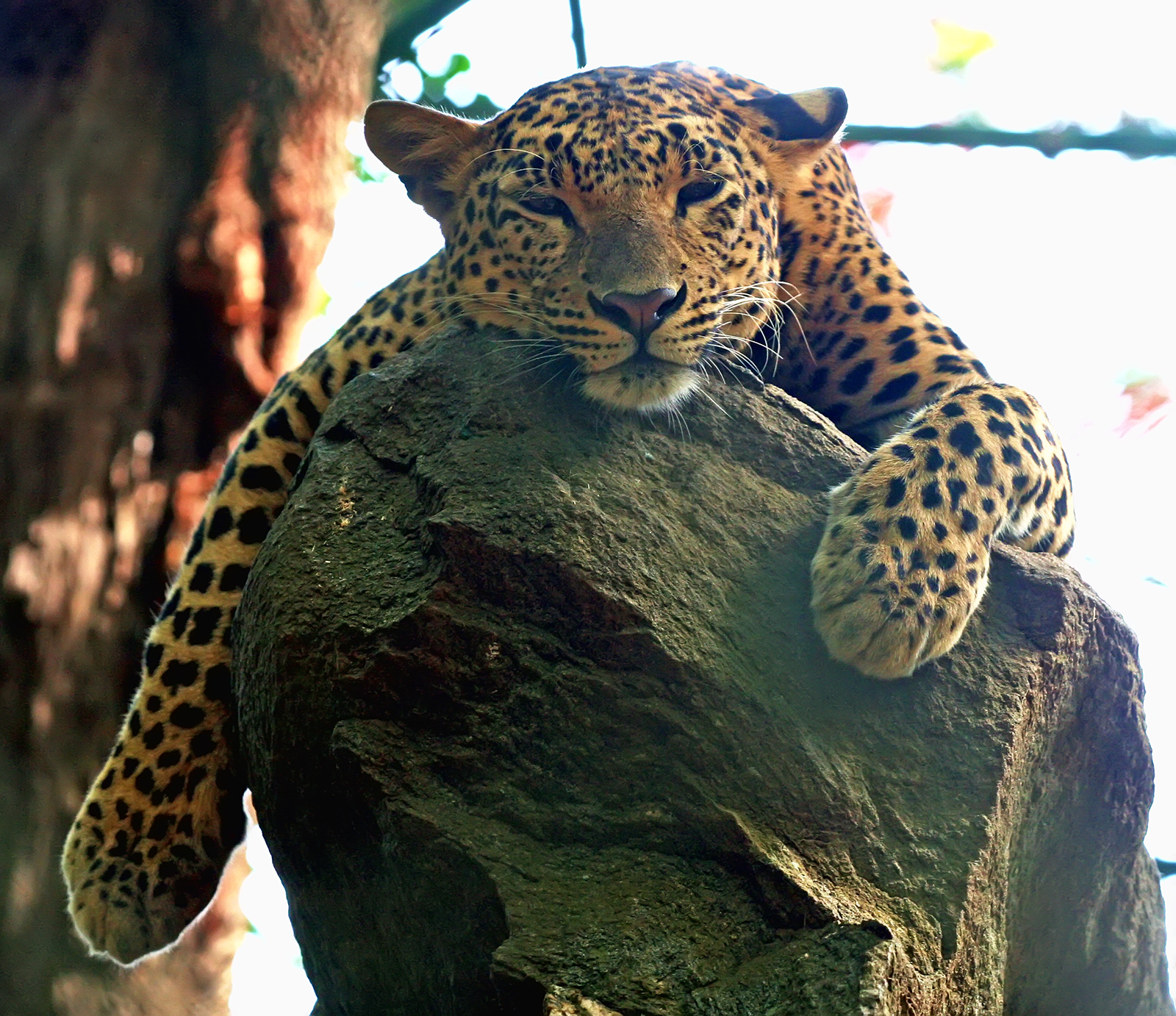
Leopardo.

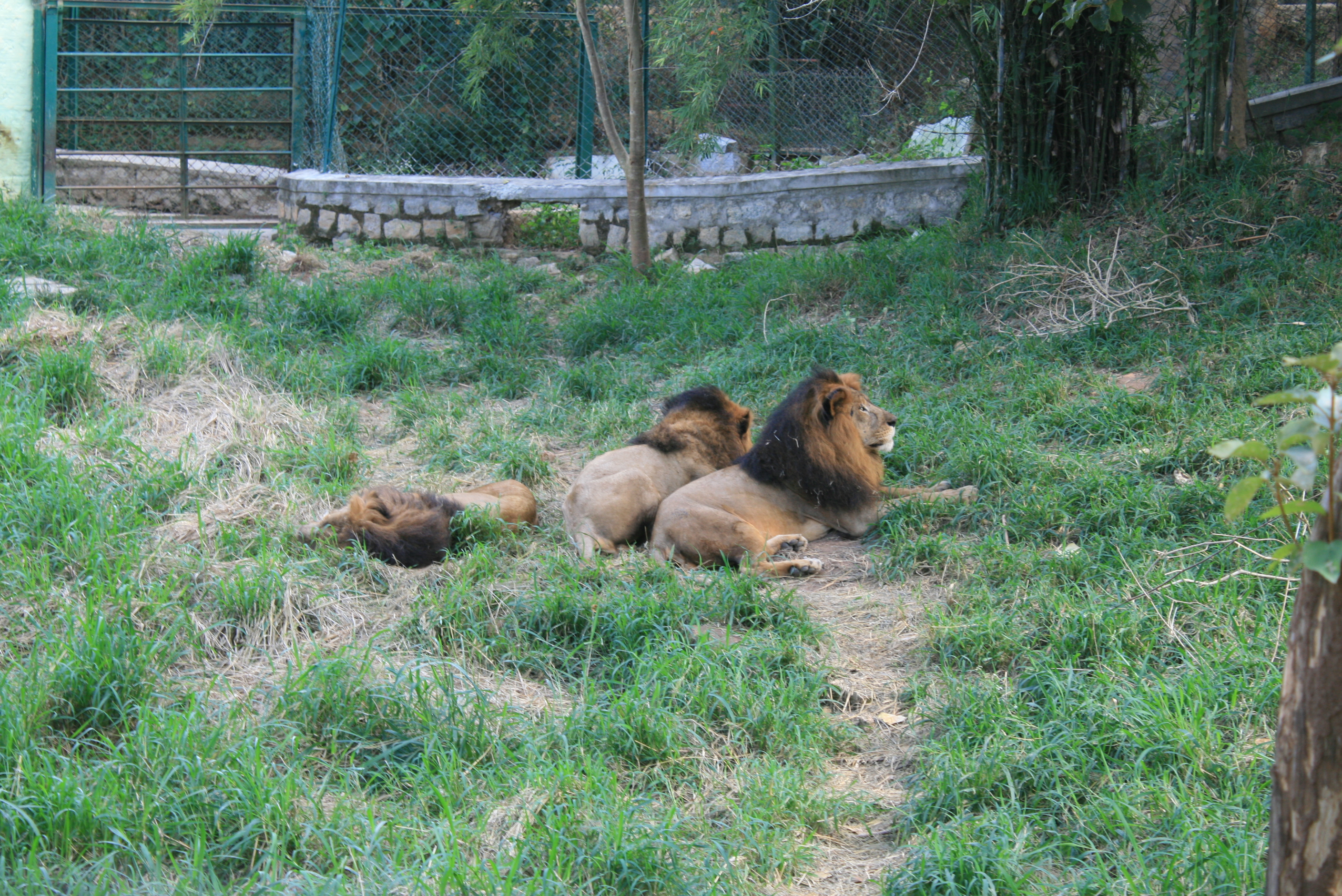
Leones.

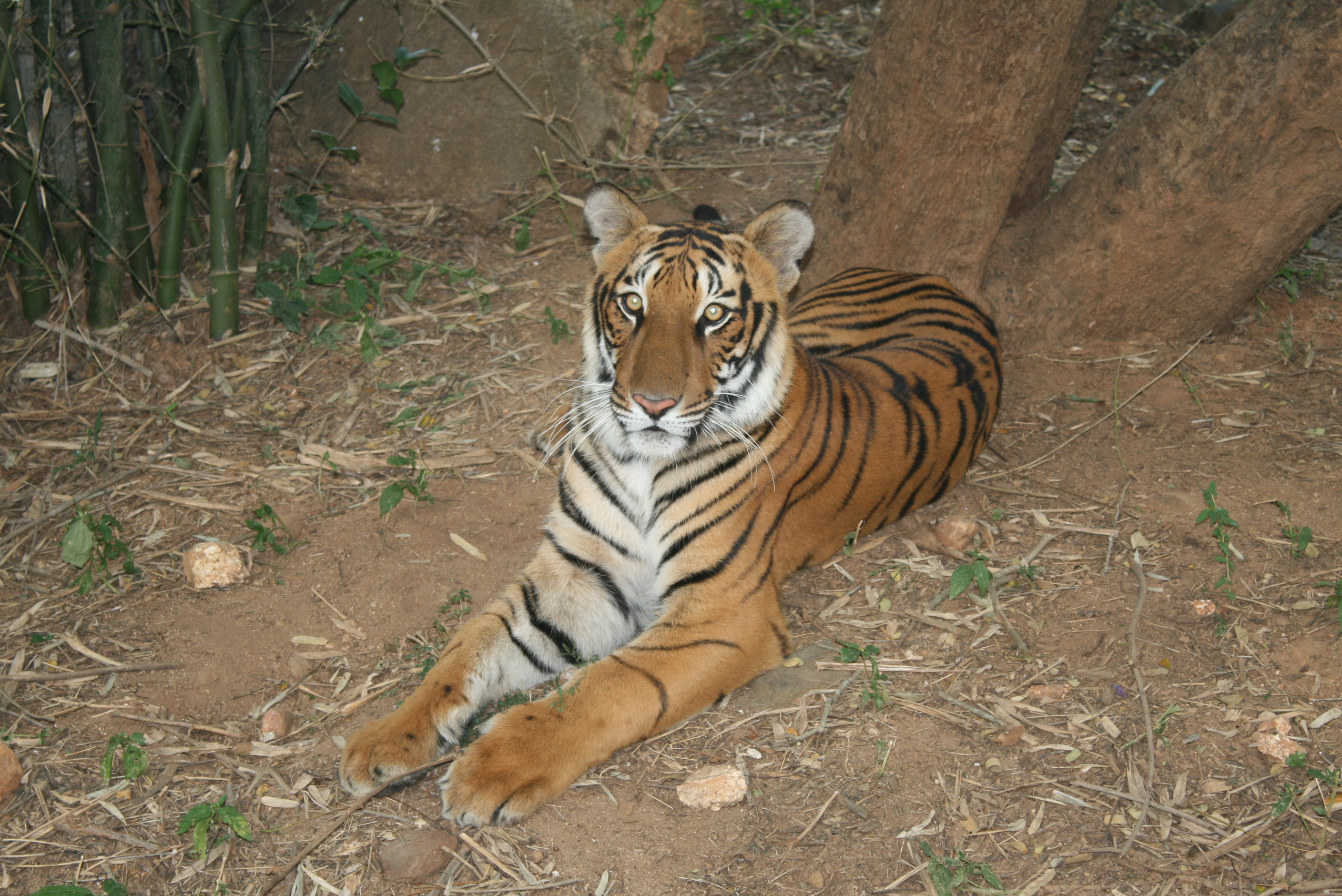
Tigre.

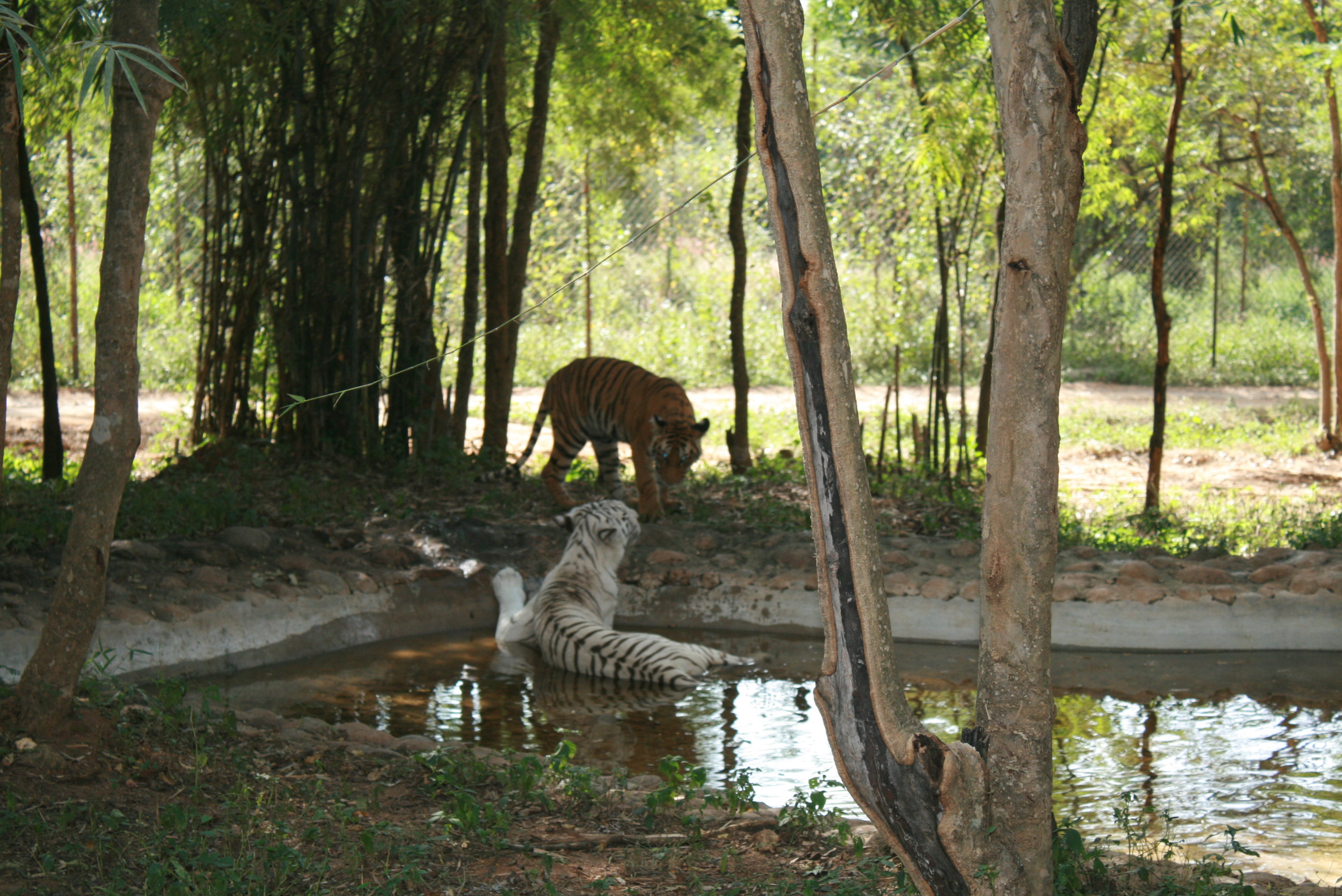
Tigre blanco.

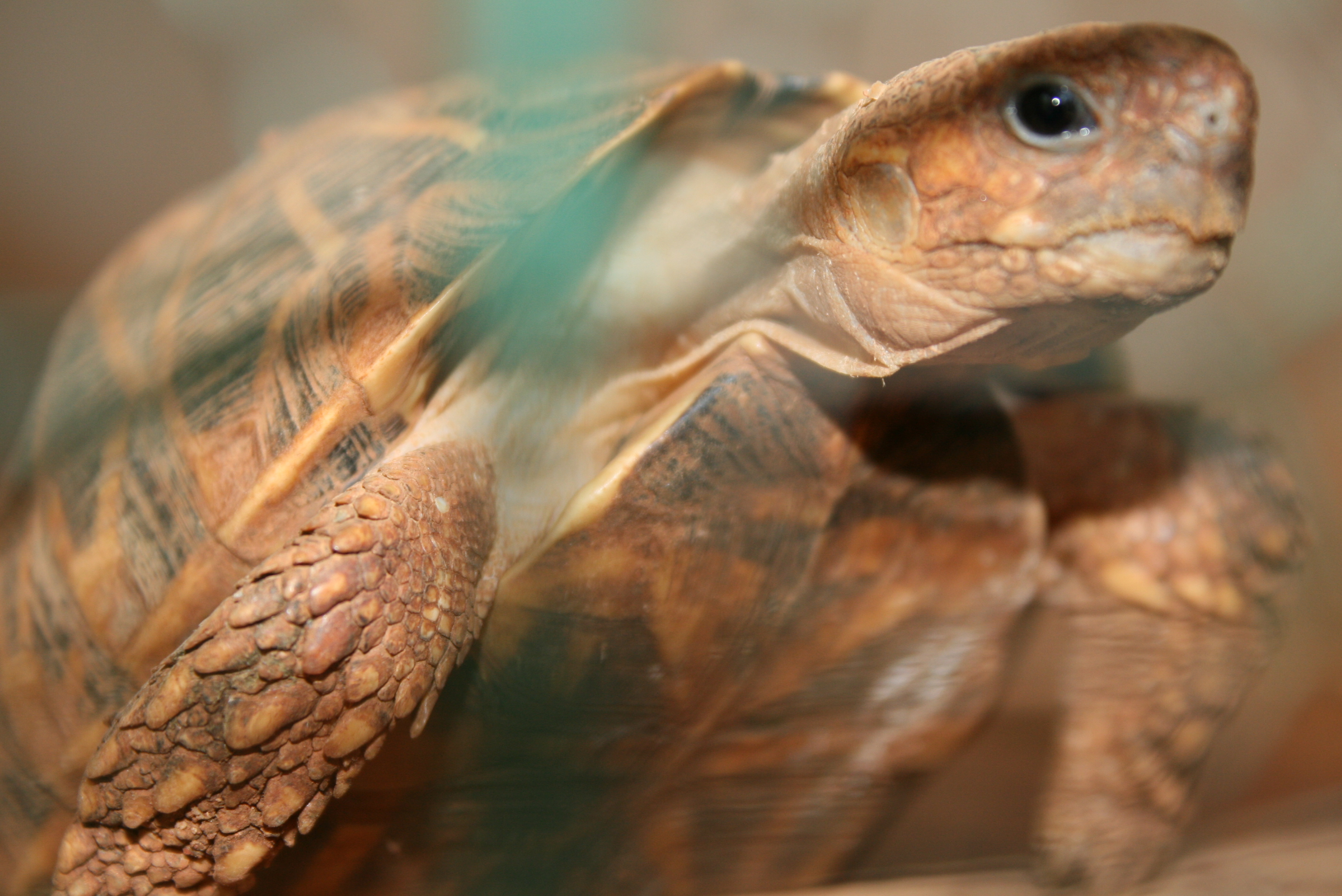
Tortuga.

El parque nacional de Bannerghatta es un parque nacional indio que se encuentra a 22 km al sur de Bangalore, en el estado de Karnataka, en India. El viaje al parque toma casi media hora desde Bangalore. Este lugar montañoso es la casa para una de las reservas naturales, zoológicas más ricas. 25,000 acres (101 kilómetros cuadrados) hacen de este parque zoológico una de las principales atracciones turísticas de Bangalore. 

## Historia
Fue fundado en 1971 y declarado parque nacional en 1974. En 2002 una porción del parque se convirtió en reserva biológica, el "parque biológico de Bannerghatta". Es un popular destino turístico con un zoo, un rincón de mascotas, un centro de rescate de animales, un recinto de mariposas, un acuario, una casa de serpientes y un parque de safari que ayuda a financiar la reserva.
En 1992, un niño fue víctima de un tigre, según se dice debido al descuido del personal del Departamento Forestal. El incidente levantó preguntas sobre la seguridad del parque.
En el momento de la tragedia, permitieron a vehículos privados entrar en la zona de safari. El niño viajaba en un coche privado conducido por el padre, sentado en el regazo de su abuelo. El coche estaba parado demasiado cerca de un tigre, a menos de un metro. El abuelo bajó la ventanilla y sostuvo al niño para que mirara, como si estuviera frente a un paisaje inofensivo. También hicieron ruidos. El tigre, irritado, atacó y el niño murió al instante.
Después del incidente se prohibió a los vehículos privados adentrarse en el safari en busca de leones y tigres. Ahora en el parque se manejan dos autobuses para servir a los turistas visitantes.

## Flora y fauna
Entre la flora del parque se encuentran:
La fauna en el parque incluye ejemplares de:
Ciento un especies de aves se han documentado en el parque. La fauna representa cierto riesgo para los humanos. En agosto de 2012, un hombre murió aplastado por un elefante. Ocasionalmente, los animales abandonan la reserva, entrando en contacto con los humanos. Por ejemplo, se han visto elefantes en la carretera Bantamweight-Anekal que pasa cerca del parque. En 2007, un leopardo y sus cachorros entraron en una escuela local.